# Pleopeltis fossa
Pleopeltis fossa är en stensöteväxtart som beskrevs av Moore. Pleopeltis fossa ingår i släktet Pleopeltis och familjen Polypodiaceae. Inga underarter finns listade.